# Най, Кэтрин
Кэтрин Элизабет Най (англ. Katherine Elizabeth Nye, урождённая Вайберт (Vibert); род. 5 января 1999 года) — американская тяжелоатлетка, серебряный призёр летних Олимпийских игр 2020 года, чемпионка мира 2019 года, победительница панамериканского чемпионата, призёр Панамериканских игр 2019 года. Лучшая спортсменка 2019 года по версии IWF. Установила 9 национальных рекордов и 1 мировой рекорд среди юниоров.

## Карьера
Дебют на международных соревнованиях по тяжёлой атлетике пришёлся на 2018 год. Она приняла участие в чемпионате мира среди молодёжи и стала серебряной медалисткой.
На Панамериканском чемпионате 2019 года в Гватемале она победила в весовой категории до 71 кг с результатом 245 кг. Через несколько месяцев она завоевала бронзовую медаль на Панамериканских играх в Лиме с результатом 243 кг в весовой категории до 76 кг.
На предолимпийском чемпионате мира 2019 года, который проходил в Таиланде, американская спортсменка завоевала золотую медаль в весовой категории до 71 кг. Общий вес на штанге 248 кг. В упражнении рывок она стала первой, завоевав малую золотую медаль (112 кг), в толкании также завоевала малую золотую медаль (136 кг).
В 2021 году на Олимпиаде в Токио в весе до 76 кг Кэтрин Най завоевала 2-е место — 249 (111 + 138), установив национальные рекорды в рывке и сумме.
Учится в Оклендском университете штата Мичиган. 11 лет занималась гимнастикой, затем увлеклась кроссфитом и тяжёлой атлетикой.

## Основные результаты
| Год  | Соревнование                 | Место проведения | Весовая категория | Рывок     | Толчок | Сумма двоеборья | Место |
| 2018 | Чемпионат США                | Оверленд-Парк    | до 69 кг          | 103 кг    | 124 кг | 227 кг          | 1     |
| 2018 | Чемпионат мира среди юниоров | Ташкент          | до 69 кг          | 100 кг    | 125 кг | 225 кг          | 2     |
| 2019 | Чемпионат Панамерики         | Гватемала        | до 71 кг          | 110 кг    | 135 кг | 245 кг          | 1     |
| 2019 | Чемпионат мира среди юниоров | Сува             | до 71 кг          | 109 кг    | 137 кг | 246 кг          | 1     |
| 2019 | Панамериканские игры         | Лима             | до 76 кг          | 108 кг    | 135 кг | 243 кг          | 3     |
| 2019 | Чемпионат мира               | Паттайя          | до 71 кг          | 112 кг NR | 136 кг | 248 кг NR       | 1     |
| 2021 | Олимпийские игры             | Токио            | до 76 кг          | 111 кг NR | 138 кг | 249 кг NR       | 2     |